# 陆绩
陸績（188年—219年），字公紀，吳郡吳縣（今江苏省苏州市）人。東漢末年孫權麾下官吏，官至鬱林太守、偏將軍。為《二十四孝》中懷桔遺親的主角。

## 個人生平

### 怀桔遗亲
其父親陆康在擔任廬江太守時，與诸侯袁術有来往。陸績六歲时，在九江面見袁術，袁術拿出橘子招待陆绩，陆績卻暗中收起三顆。當要離去時，陆绩拜辭袁术，但三顆橘子卻在怀里跌在地上，袁術對他說：「陸郎作賓客而懷橘乎？（陸郎（陆绩）你作為賓客，但卻私下收起橘子？）」陆績跪下回答：「欲歸遺母。（我想拿回家給母親吃。）」袁術對此感到十分稀奇。

### 受到注目
孫策佔領江東後，在吳郡（今苏州），張昭、張紘、秦松作為上賓，一起討論四海並未泰平，須要用武功來平定，當時陸績因年少未能與他們同坐，便在遠處大聲說：「昔管夷吾相齊桓公，九合諸侯，一匡天下，不用兵車。孔子曰：『遠人不服，則脩文德以來之。』今論者不務道德懷取之術，而惟尚武，績雖童蒙，竊所未安也。（當年管夷吾在齊桓公下任相，九次聚合諸侯，一匡天下，不用兵車。孔子說：『遠處的人不服從，便修正文德，他們便會來。』現今討論的人不務求懷取道德的技術，而只是崇尚武功，我陆绩雖是年幼無知，但還未能安心。）」張昭等人對他甚為異奇。 

### 任官時期
後孫策死，孫權繼承事業，辟陆绩為奏曹掾。陸績時常對孫權直言勸諫，受到孫權忌憚，因此轉任鬱林太守，加偏將軍，給予二千兵。不過陸績有腳疾，而學養深厚，為官不是他的志向。雖有參加軍事，但著述並沒有廢棄，曾為易經作，又作渾天圖。自知將會逝世，便作辭說：「有漢志士吳郡陸績，幼敦詩、書，長玩禮、易，受命南征，遘疾遇（逼）厄，遭命不幸（永），嗚呼悲隔！（有漢室志士吳郡陸績，幼時整修詩經、書經，成年時擅長於禮經、易經，受命南征，遇上疾病，遭遇命運的不幸，嗚呼悲隔！）」又說：「從今已去，六十年之外，車同軌，書同文，恨不及見也。（由今開始，六十年以後，車可同軌道，書可同文字，遺恨我不能看見。）」 指的就是晉朝統一天下。後逝世，享年三十二歲。

## 特徵
陆績容貌雄壯，博學多才，觀星、曆法、算數、易占都十分擅長、喜愛，而腳有疾病，不能隨意走動。不過相識的人不分年齡、地區，如虞翻、龐統都是陆績好友。
原本論輩份陸績才是吳郡陸氏家主，但因其年紀幼小，由較年長的堂侄陸遜協助。

## 家庭
- 陆續，字智初，陸績曾祖父，陸褒之父，載於《後漢書·獨行列傳》。
- 陆褒，陸續少子，有子陸紆、陸康，「有志操」，朝廷多次徵召為官都不就。
- 陆紆，字叔盤，陸康兄長，陸駿之父，東漢城門校尉，敏淑有思學。
- 陆康，字季寧，陸紆之弟，陸績之父。
- 陆駿，字季才，陸紆之子，陸遜之父。官至九江都尉。
- 陆儁，陸康之子，陸績兄弟，陸康死後朝廷追念功績加封為郎中。
- 陆氏，陸康之女，陸績姐妹，顾雍妻。
- 陆遜，字伯言，陸駿之子。自幼喪親而跟隨陸康居住，比陸績還年長，東吳名將。
- 陸瑁，字子璋，陸駿之子、陸遜之弟。
- 陆宏，陆績長子，官至會稽南部都尉。
- 陆叡，陆績次子，官至長水校尉。
- 陸鬱生，陆績之女，於鬱林所生，所以名為鬱生。嫁张温弟张白。
- 陸延，陸遜長子，早卒。
- 陸抗，字幼節，陸遜次子，大司馬、荊州牧。在父親死後繼承其爵位，為東吳後期著名的大臣和將領。
- 陸尚，陸康之孫，父親不詳，徐琨把女儿嫁给陆尚。陆尚早逝，他的妻子徐氏改嫁孙权。

## 評價
《三國志》评曰:「虞翻古之狂直，固難免乎末世，然權不能容，非曠宇也。陸績之於揚玄，是仲尼之左丘明，老聃之嚴周矣；以瑚璉之器，而作守南越，不亦賊夫人歟！張溫才藻俊茂，而智防未備，用致艱患。駱統抗明大義，辭切理至，值權方閉不開。陸瑁篤義規諫，君子有稱焉。吾粲、朱據遭罹屯蹇，以正喪身，悲夫！」
《二十四孝》詩曰：「孝顺皆天性，人间六岁儿。袖中怀绿桔，遗母事堪奇。」

## 逸闻传说
有陆绩廉石压船的传说，电视剧《廉石传奇》就是以此传说为蓝本拍摄。
郁林石：吴陆绩为郁林太守，罢归无装，舟轻不能道海，乃取一大石置舟中以归。人号郁林石。
章回小說《三國演義》第四十三回，諸葛亮舌戰東吳群儒，其中陸績認為曹操雖然蠻橫但作為功臣之後肯定其政權正當性，並質疑劉備出身不好無法與之抗衡。諸葛亮首先將「懷橘遺親」的孝行改稱為「席間盜橘」的惡名，並強調曹操踰越人臣規範敗壞家門，而高祖身為亭長也能領有天下，出身不好並不羞恥，大聲斥責對方，讓陸績無話可說。

## 电视剧
《廉石传奇》以陆绩为主角，由于荣光扮演。

## 延伸阅读
[在维基数据编辑]
 《三國志/卷57》，出自陳壽《三國志》
 在维基共享资源阅览影像